# Carlos Marín

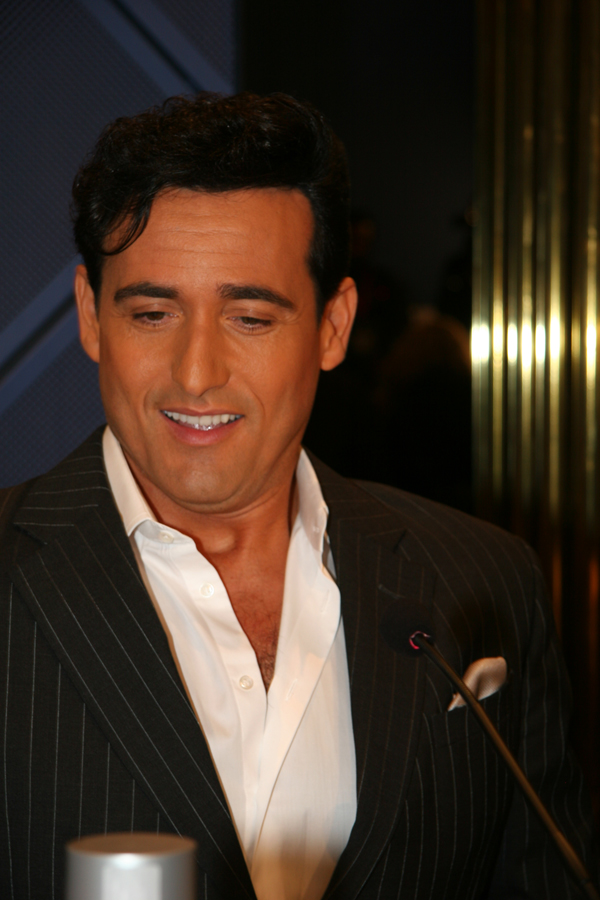
Carlos Marín (2008)

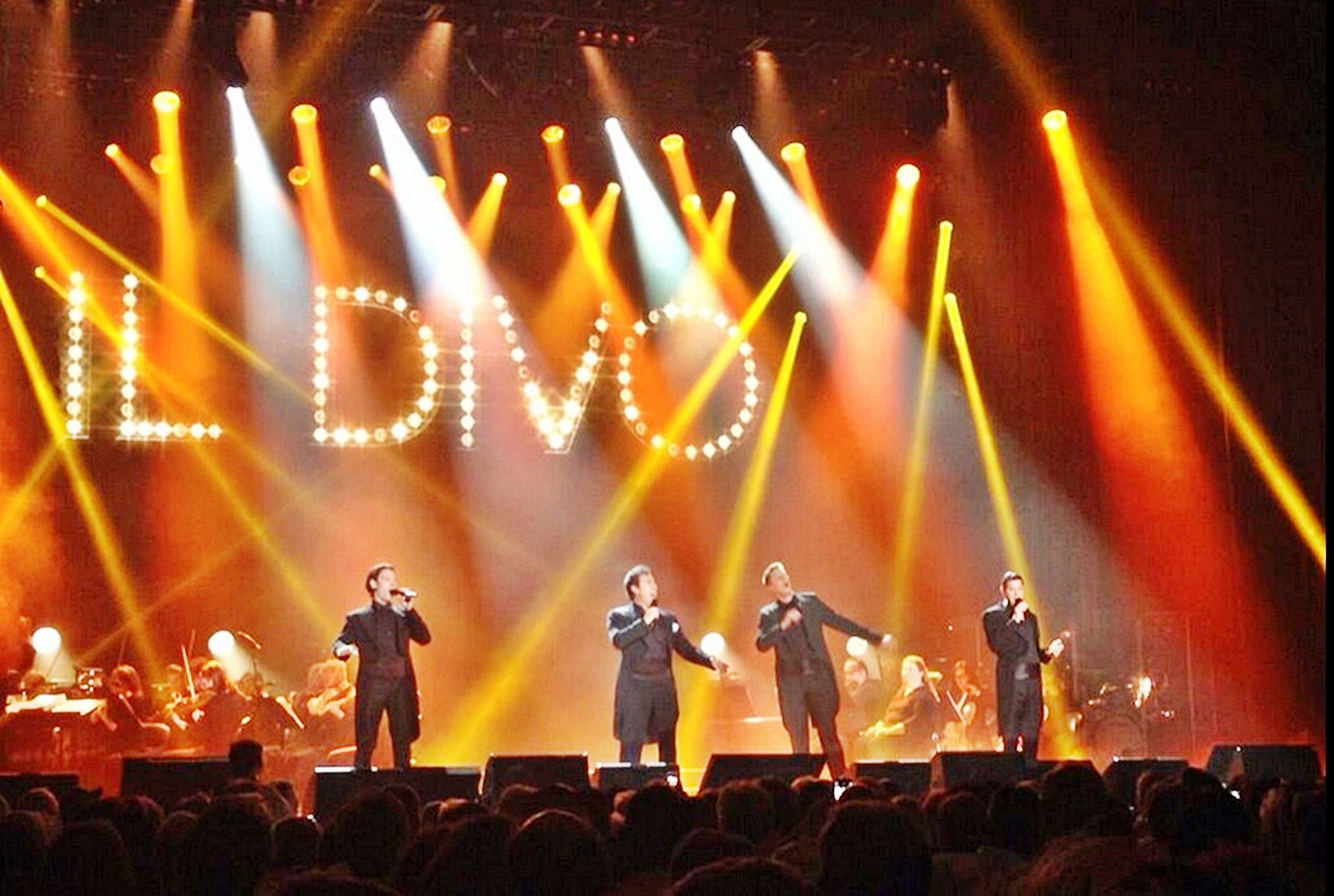
Il Divo (2014)

Carlos Marín (* 13. Oktober 1968 in Rüsselsheim am Main, Deutschland; † 19. Dezember 2021 in Manchester, Vereinigtes Königreich) war ein spanischer Sänger (Bariton) und Mitglied des Pop-Opera-Quartetts „Il Divo“.

## Leben
Marín wuchs in Deutschland, den Niederlanden und Spanien auf. Er begann seine musikalische Karriere bereits im Alter von acht Jahren. Sein erstes Album wurde von dem Niederländer Pierre Kartner „Vader Abraham“ produziert. Damals hatte Marín den Künstlernamen „Carlito – der kleine Caruso“ und nahm u. a. Lieder wie ’O sole mio und Granada auf.
Als er zwölf Jahre alt war, siedelte die Familie nach Spanien über. Als Heranwachsender gewann Marín einige Preise bei spanischen Fernsehwettbewerben. Über die Jahre erwarb er sich ein Renommee als Sänger, der unterschiedliche musikalische Genres kultiviert. Er bekam ausgezeichnete Kritiken.
Ab 1993 trat er regelmäßig in Musicals auf. Er begann 1993 als Marius in Les Misérables und danach Bella y Bestia (Biest), Grease (Vince Fontaine) und José Sacristán in Der Mann von La Mancha. Er nahm auch an der Produktion von Broadway Magie und von Peter Pan teil (Theater/CD). Er sang in Tim Burtons computeranimiertem Film Nightmare Before Christmas und er war auch die Singstimme des Disney-Prinzen in der spanischen Version von Aschenputtel, produziert im Jahr 2000.
Carlos Marín studierte als Meisterschüler bei Alfredo Kraus, Montserrat Caballé und Jaime Aragall. In den letzten Jahren war er primo baritono in einigen Opern, einschließlich La traviata, Il barbiere di Siviglia, La Bohème, Lucia di Lammermoor und Madama Butterfly. Einige seiner bemerkenswertesten Opernauftritte, die als Aufzeichnung vorhanden sind, sind Mercutio in Romeo et Juliette (Gounod) und Don Giglio in La capricciosa corretta (Vicente Martín y Soler).
Marín sang häufig Zarzuelas (Spanische Operette), auch bei den Zarzuelas im Jardines De Sabatini in Madrid, während des Sommers an den Gärten von Madrids königlichem Palast.
Im Dezember 2003 wurde er Mitglied des internationalen musikalischen Quartetts Il Divo, zusammen mit Urs Bühler (Schweiz), Sébastien Izambard (Frankreich) und David Miller (USA).
Ihr erstes Album Il Divo verkaufte sich weltweit fünf Millionen Mal und verdrängte Robbie Williams im November 2005 von Platz eins der UK-Charts. Ihr zweites Album Ancora wurde am 7. November 2005 in Großbritannien veröffentlicht, das dritte Album Siempre kam im November 2006 in den Handel.
Von Juni 2006 bis Februar 2009 war Marín mit der spanischen Sängerin und Schauspielerin Geraldine Larrosa (Künstlername: Innocence) verheiratet.
Marín war seit dem 7. Dezember 2021 an COVID-19 erkrankt, obwohl er, den Aussagen seiner Schwester Rosa zufolge, geimpft war. Er wurde in einem Krankenhaus in Manchester in ein künstliches Koma versetzt. Der 53-Jährige verstarb am 19. Dezember 2021.